# 서부지방산림청
서부지방산림청(西部地方山林廳)은 국유림의 효율적 관리, 국유임산자원의 보호·조성, 선진임업기술에 의한 국유림의 경영개선 및 국유림의 공익증진에 관한 사무를 관장하는 대한민국 산림청의 소속기관이다. 2006년 1월 1일 발족하였으며, 전북특별자치도 남원시 산동면 요천로 2311에 위치하고 있다. 청장은 부이사관·서기관 또는 기술서기관으로 보한다.

## 연혁
- 1967년 9월 1일: 서울영림서와 강릉영림서로부터 풍기·영월·장성·춘양관리소를 이관받아 산림청 소속으로 안동영림서를 설치하고 소속기관으로 현동관리소 및 제1·제2·제3관작사업소 및 춘양·남원양묘사업소를 둠.[2]
- 1969년 9월 24일: 소속기관을 영주·영덕·남원관리소로 통합.[3]
- 1972년 7월 21일: 남부영림서로 개편.[4]
- 1987년 12월 30일: 영주관리소 소속으로 영월·상동·풍기·춘양·현동·단양출장소를, 영덕관리소 소속으로 울진·삼근·영양·수비·평해·영해출장소를, 남원관리소 소속으로 남원·함양·산청·하동·무주출장소를 설치.[5]
- 1991년 5월 31일: 남원영림소와 안동영림소로 분리.[6] 남원영림소의 소속기관을 정주·무주·보성·영암·함양관리소로 개편.[7]
- 1995년 2월 24일: 정주관리소를 정읍관리소로 개편.[8]
- 1996년 1월 1일: 서부지방산림관리청으로 개편.[9] 정읍·무주·보성·영암·함양관리소를 정읍·무주·보성·영암·함양국유림관리소로 개편.[10]
- 1999년 5월 24일: 보성국유림관리소 폐지.[11]
- 2006년 1월 1일: 서부지방산림청으로 개편.[12]

## 관할구역
- 광주광역시
- 전북특별자치도
- 전라남도
- 경상남도 진주시·통영시·사천시·거제시·의령군·고성군·남해군·하동군·산청군·함양군·거창군·합천군
- 제주특별자치도

## 조직

### 청장
- 산림재해안전과[13]
- 산림경영과[13]
- 기획운영팀[13][14]

### 소속기관
- 국유림관리소[15]

| 명칭             | 위치                                    | 관할구역 |
| ---------------- | --------------------------------------- | --- |
| 정읍국유림관리소 | 전북특별자치도 정읍시 벚꽃로 564-20     | 전북특별자치도 전주시·군산시·익산시·정읍시·김제시·순창군·고창군·부안군·완주군                                   |
| 무주국유림관리소 | 전북특별자치도 무주군 무주읍 주계로 152 | 전북특별자치도 남원시·진안군·무주군·장수군·임실군                                                               |
| 영암국유림관리소 | 전라남도 영암군 도포면 입비동길 1       | 광주광역시, 전라남도 목포시·나주시·강진시·해남군·영암군·무안군·함평군·영광군·장성군·완도군·진도군·신안군·장흥군 |
| 순천국유림관리소 | 전라남도 순천시 순천만길 180            | 전라남도 여수시·순천시·광양시·담양군·곡성군·구례군·고흥군·보성군·화순군                                         |
| 함양국유림관리소 | 경상남도 함양군 함양읍 함양로 1072      | 경상남도 진주시·통영시·사천시·거제시·의령군·고성군·남해군·하동군·산청군·함양군·거창군·합천군                    |